# Sid Meier’s Colonization
Sid Meier’s Colonization — компьютерная игра в жанре пошаговой стратегии, разработанная совместно Брайаном Рейнолдсом и Сидом Мейером и изданная в 1994 году компанией MicroProse. Позже, в 1995 году, игра была портирована на Amiga, Windows 3.1 и Mac OS, а в августе 2015 года переиздана в iTunes для платформы iOS.
В Colonization игрок управляет целой нацией, а действие происходит в Новом Свете, и можно на выбор играть либо на реальной карте Америки, либо случайно сгенерированной. Под контролем игрока находится колония, которая должна производить ресурсы и отправлять их Короне в Старый Свет. Со временем колонии становятся всё более самодостаточными, настроения в них меняются в сторону поддержки независимости, и для победы игроку необходимо провозгласить независимость и одержать победу над королевскими экспедиционными силами:11.

## Игровой процесс
Игра начинается в 1492 году с прибытием в Новый Свет. Игрок управляет колониальными силами одной из четырех наций: Англии, Франции, Нидерландов или Испании; остальные три управляются компьютером. Выбор нации важен, поскольку у каждой нации есть уникальные способности, которые способствуют определенным стратегиям:8. Существует выбор между исторической картой (Америка) или случайно созданной картой (Новый Свет); случайно созданная карта сдвигает фокус игры в сторону исследования. Перед игроком ставится задача провозгласить независимость до конца игры в 1850 году.
Путешествие начинается с того, что два юнита отправляются в Новый Свет. Когда корабль плывет в неизвестность, на карте начинает постепенно отображаться новая территория. Впоследствии открывается Новый Свет, происходит встреча с индейцами, строится колония, и колонисты начинают обрабатывать землю, чтобы она была более производительной. Корабль отправляется обратно в Европу, чтобы привезти больше колонистов, продать любые ненужные предметы, и в итоге начинается исследование нового мира.

### Индейцы и взаимоотношения с ними
В финальном релизе присутствуют девять индейских племён: полукочевые тупи, сиу, апачи, аграрные араваки, ирокезы, чероки, цивилизованные ацтеки и инки (в черновой версии присутствуют ещё 18 народностей). Взаимоотношение с аборигенами — важная часть игры. Возможны различные варианты: от тотальной войны на уничтожение до торговых взаимоотношений, которые становятся важным источником доходов, когда налоги становятся слишком высокими.
Играть за индейцев нельзя, однако в их поселениях можно основывать миссии, после чего обращённые индейцы присоединяются к близлежащим колониям (раз в несколько ходов).
Индейскую деревню или город можно сжечь путём проведения определённого числа атак, при этом игрок получает обоз с награбленными сокровищами. Добыча особенно обильна при разграблении инкских и ацтекских городов. Если сжечь столицу племени, то оно «умиротворяется», прекращает атаки на поселения игрока, признавая его власть. Однако через некоторое время они могут вновь возобновить боевые действия.
При продаже индейцам лошадей или разгроме ими отрядов драгунов туземцы начнут формировать кавалерийские отряды. При покупке или захвате на складах колоний мушкетов индейцы вооружаются, создавая отряды, равные по силе колониальным солдатам (взаимно гасятся бонус знания местности, который у индейцев максимален, и отрицательный бонус непривычности европейских технологий). Если же в руки индейских племён попадает и то, и другое, то возможно появление на карте вооружённых индейских всадников, равных по силе драгунам, причём европейским (двойной бонус знания местности частично гасится отрицательным бонусом непривычности европейских технологий).

### Континентальный конгресс
Научный прогресс в игре отсутствует, но есть возможность выбирать в Континентальный Конгресс так называемых «отцов-основателей» (аналог Чудес Света из Civilization). В качестве «отцов-основателей» перечислены исторические личности. Каждый раз, когда к Континентальному Конгрессу присоединяется новый участник (аналог завершения научного исследования в Civilization), игрок получает бонус, действующий до конца игры. Так, например, после присоединения Петера Минёйта индейцы больше не требуют платы за использование их земли, Френсис Дрейк увеличивает атаки каперов на 50 %, Эрнан Кортес обеспечивает бесплатную транспортировку сокровищ в Европу. «Отцы-основатели» отнесены к 5 направлениям развития (экономика, исследование земель, военное дело, политика, религия), и при выборе очередного кандидата в Конгресс игроку предоставляется по одному представителю от каждого направления, из которых игрок должен выбрать одного.

### Экономический компонент игры
Наряду с картой Нового Света, в игре присутствует европейский порт, который является источником иммигрантов (в Colonization естественный прирост населения происходит гораздо медленнее, чем в Civilization, так как шкала времени не прогрессивна, а постоянна). Кроме того, в нём можно закупать почти все необходимые товары (оружие, лошадей, корабли), прежде чем появится возможность производить их в колониях, а также продавать товары, произведённые в Новом Свете. По сравнению с Civilization в игре детально проработанная экономическая модель (существует несколько десятков видов товаров, таких, как пища, лес, меха, серебро и т. д.). Среди товаров есть также «кресты» — условная единица религиозной свободы в колониях, которая «производится» священниками и привлекает в Новый Свет новых иммигрантов (как известно, религиозная свобода и в реальной истории привлекала колонистов в Америку) и также «колокола свободы» — условная единица политической свободы, производимая государственными деятелями; «колокола свободы» повышают революционные настроения граждан (это, в свою очередь, даёт постепенно нарастающие бонусы к производству и со временем позволяет рискнуть объявить войну за независимость) и позволяют нанимать «отцов-основателей». Каждый городской житель в игре имеет свою профессию, что позволяет ему выполнять определённую работу эффективнее, чем другие. Профессии колониста можно обучить (у индейцев или в специально построенном здании — школе), кроме того, можно нанимать уже подготовленных профессионалов в Европе.
В игре действуют основные законы экономики: например, при большом предложении товара игроком он неминуемо дешевеет в метрополии, особенно быстро падают цены на серебро.
Однако в экономике есть и нарушения баланса, самое серьёзное из них состоит в том, что отряды не требуют ничего для своего содержания, поэтому наращивание армии в игре только улучшает состояние экономики.

### Военные действия
Исход боя зависит от силы атакующего и обороняющегося и типа местности на позиции обороняющегося (так, например, более выгодна оборона на холмах и в горах; укрепления колоний также усиливают оборону); атакующему даётся премия +50 % к силе.

### Дипломатия
Дипломатия в игре похожа на дипломатию Civilization, но, помимо отношений с тремя другими европейскими державами, в игре присутствуют взаимоотношения с индейцами. Поначалу они положительно воспринимают европейских колонистов, но после осквернения индейских захоронений или незаконного захвата земли могут объявить войну. Разумеется, они также открывают военные действия против игрока, если он до этого атаковал их отряды или поселения. Более того, размещение войск рядом с их поселениями также усиливает напряжённость и может в определённый момент спровоцировать их нападение.
Кроме того, в игре присутствует король европейской державы (у голландцев - наместник), который собирает налог с игрока, играющего роль губернатора колоний.

### Война за независимость
Когда 50 % населения поддерживают идею отделения от метрополии, появляется возможность объявления независимости. Цвета игроков изменяются — повстанцы получают красно-синий флаг (напоминающий флаг США), роялисты имеют флаги белого цвета. Связь с Европой пропадает, а в Новый Свет каждый тур прибывают королевские войска. Эти войска сильнее обычных, а боевой корабль роялистов — мановар — самый сильный в игре. Если нация игрока находится в плохих отношениях с каким-нибудь индейским племенем, то роялисты «вооружают» их, и теперь приходится воевать на два фронта. Помимо этого, в городах с невысоким уровнем революционных настроений возможны роялистские восстания.
Однако и игрок получает несколько бонусов — профессиональные войска улучшаются до «континентальной армии», хорошее знакомство с местностью даёт юнитам игрока бонус засады, одно из европейских государств со временем пришлёт помощь.
Условием поражения является потеря всех портов, условие победы — уничтожение королевского корпуса или вывод из строя всех судов, перевозящих войска из Европы.

### Итог
После окончания игры подсчитывается итог. В плюс идут количество жителей (корабли, фургоны и пушки в это число не входят), золотой запас, срок провозглашения независимости. При сохранённой самостоятельности суммарный балл удваивается. Очки отнимаются за сожжённые индейские деревни. Затем баллы переводятся в проценты, и итог уже выражается в объекте, которому жители присваивают имя игрока — от заразной болезни (самый низкий балл) до континента.

## Оценки
Sid Meier’s Colonization получила высокие оценки в steam и была хорошо принята игроками.
| Иноязычные издания    | Иноязычные издания |
| Издание               | Оценка             |
| --------------------- | ------------------ |
| The One               | 91 % (A1200)       |
| Русскоязычные издания |                    |
| Издание               | Оценка             |
| КомпАс                | 9/10               |

## Ремейки
Игра была достаточно популярна, это стало одной из причин того, что в 2008 году был выпущен ремейк Sid Meier’s Civilization IV: Colonization.
В январе 2003 года началась разработка свободного ремейка игры с открытым исходным кодом под названием FreeCol. Алекс Меер из Rock, Paper, Shotgun негативно высказался об искусственном интеллекте в ремейке, отметив его «странное» поведение, но отметил что игра заслуживает внимания.